# Bướm phượng cánh chim chấm liền
Bướm phượng cánh chim chấm liền, tên khoa học Troides helena, là một loài bướm ngày thuộc họ Papilionidae. Nó thường phân bố ở dạng thương mại trong hoang dã do độ phổ biến của nó đối với các nhà sưu tập bướm. Loài này có 15 phân loài.
|  |  |

## Đặc điểm sinh học
Cánh trước của cả hai giới tính đều là màu đen với tĩnh mạch thường có hình lưỡi với những vệt xám, dễ thấy nhiều ở các con cái. Các cánh dưới có những vệt vàng với tĩnh mạch và viền đen. Ngoài ra, những con cái có một loạt đầy đủ các đốm đen khá lớn ở cánh sau, trong khi con đực chỉ có một hoặc một vài điểm đốm
Loài này có khả năng bay xa và ở độ cao đáng kể, cách bay khá giống chim để xua đuổi những loài ăn thịt, nó được nhìn thấy ở khu vực rừng cũng như trong công viên và các khu vườn đô thị. Thích uống mật hoa và đẻ trứng trên cây có độc thuộc họ Mộc hương nam nhằm tự vệ. Trong tự nhiên, các cây chủ này cũng có thể được tìm thấy trong các khu rừng rậm và núi thấp. Do đó chúng thường được tìm thấy quanh những bụi cây này.

## Phân bố và hiện trạng
Đây là loài bướm ngày lớn nhất ở Ấn Độ. Loài này phân bố rộng rãi và thường tìm thấy ở trong các khu rừng ở Nepal, Ấn Độ, Bangladesh, Myanmar, Malaysia, Indonesia, Lào, Campuchia, Thái Lan, Việt Nam, phía nam Trung Quốc bao gồm Hải Nam, và Hồng Kông.
Tại Ấn Độ loài này phân bố ở đông bắc quốc gia, gồm Sikkim, Tây Bengal và Orissa. Nó cũng được tìm thấy ở quần đảo Andaman và Nicobar.
Tại Indonesia, loài này được tìm thấy ở Sumatra, Nias, Enggano, Java, Bawean, Quần đảo Kangean, Bali, Lombok, Sumbawa, Bunguran (Natuna), Sulawesi, Butung, Tukangbesi, Kalimantan và Brunei.
Tại Hồng Kông, do đây là giới hạn phía bắc của phạm vi phân bố, loài này không phổ biến, chỉ ghi nhận được một số lượng ổn định ở ba địa điểm (khu vực xung quanh Po Lo Che (Sai Kung), đường Shan Liu (Tai Po) và vườn thực vật và nông trang Kadoorie ở Tân Giới. Loài này cũng được tìm thấy ở đảo Lantau và đảo Hồng Kông.
Tại Thái Lan, loài Troides helena có thể tìm thấy ở Kaeng Bang Rachan tại nguồn sông Wang Thong.
Các phân loài được tìm thấy ở Ấn Độ là:
- T. h. cerberus (C. & R. Felder, 1865) - Arunachal Pradesh, Assam, Meghalaya, Nagaland, Manipur, Orissa, Mizoram, Sikkim, Tripura, Tây Bengal.
- T. h. heliconoides (Moore, 1877) – Quần đảo Andaman.
- T. h. ferrari Tytler, 1926 – Quần đảo Nam Nicobar.

Mặc dù phân bố rộng rãi và phổ biến ở nhiều địa phương mà nó xuất hiện, T. helena đã được phân loại là loài dễ bị tổn thương vào năm 1985. Loài này đã có trong Sách đỏ Việt Nam với phân hạng bảo tồn là "Sắp nguy cấp".

## Cây thực phẩm
Ấu trùng ăn cây Aristolochia indica, Aristolochia tagala và Bragantia wallichi. Một loài cây ấu trùng ăn Aristolochia tagala đã được trồng ở nông trại Kadoorie và đường Shan Liu tại Hong Kong để duy trì số lượng loài này.

## Phân loài
- T. h. antileuca Rothschild, 1908
- T. h. bunguranensis Ohya, 1982
- T. h. cerberus (C. & R. Felder, 1865)
- T. h. demeter Rumbucher & Schäffler, 2005
- T. h. dempoensis Deslisle, 1993
- T. h. euthycrates Fruhstorfer, 1913
- T. h. ferrari Tytler, 1926
- T. h. hahneli Rumbucher & Schäffler, 2005
- T. h. heliconoides (Moore, 1877)
- T. h. hephaestus (Felder, 1865)
- T. h. hermes Hayami, 1991
- T. h. hypnos Rumbucher & Schäffler, 2005
- T. h. isara Rothschild, 1908
- T. h. mopa Rothschild, 1908
- T. h. mosychlus Fruhstorfer, 1913
- T. h. neoris Rothschild, 1908
- T. h. nereides Fruhstorfer, 1906
- T. h. nereis (Doherty, 1891)
- T. h. orientis Parrott, 1991
- T. h. propinquus Rothschild, 1895
- T. h. rayae Deslisle, 1991
- T. h. sagittatus Fruhstorfer, 1896
- T. h. spilotia Rothschild, 1908
- T. h. sugimotoi Hanafusa, 1992
- T. h. typhaon Rothschild, 1908
- T. h. venus Hayami, 1991

## Hình ảnh

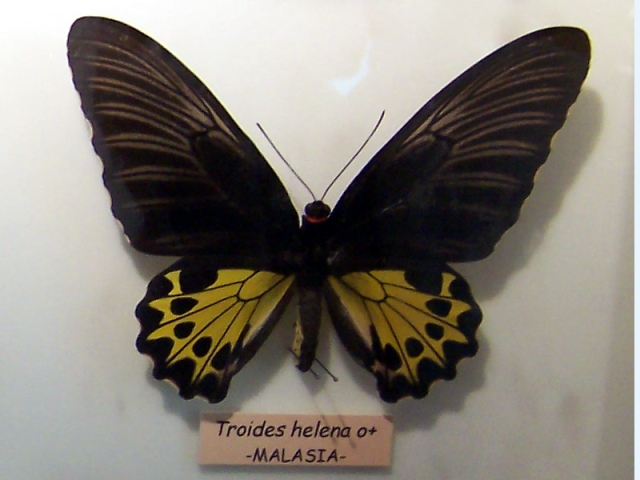
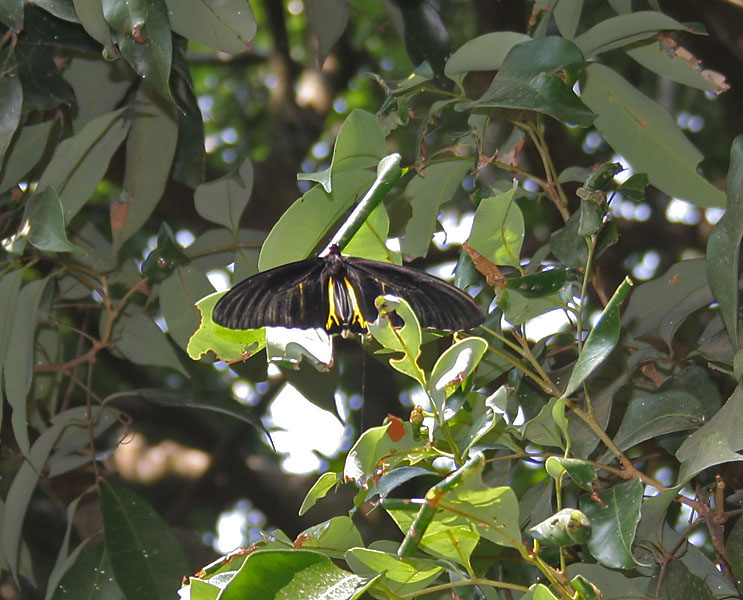
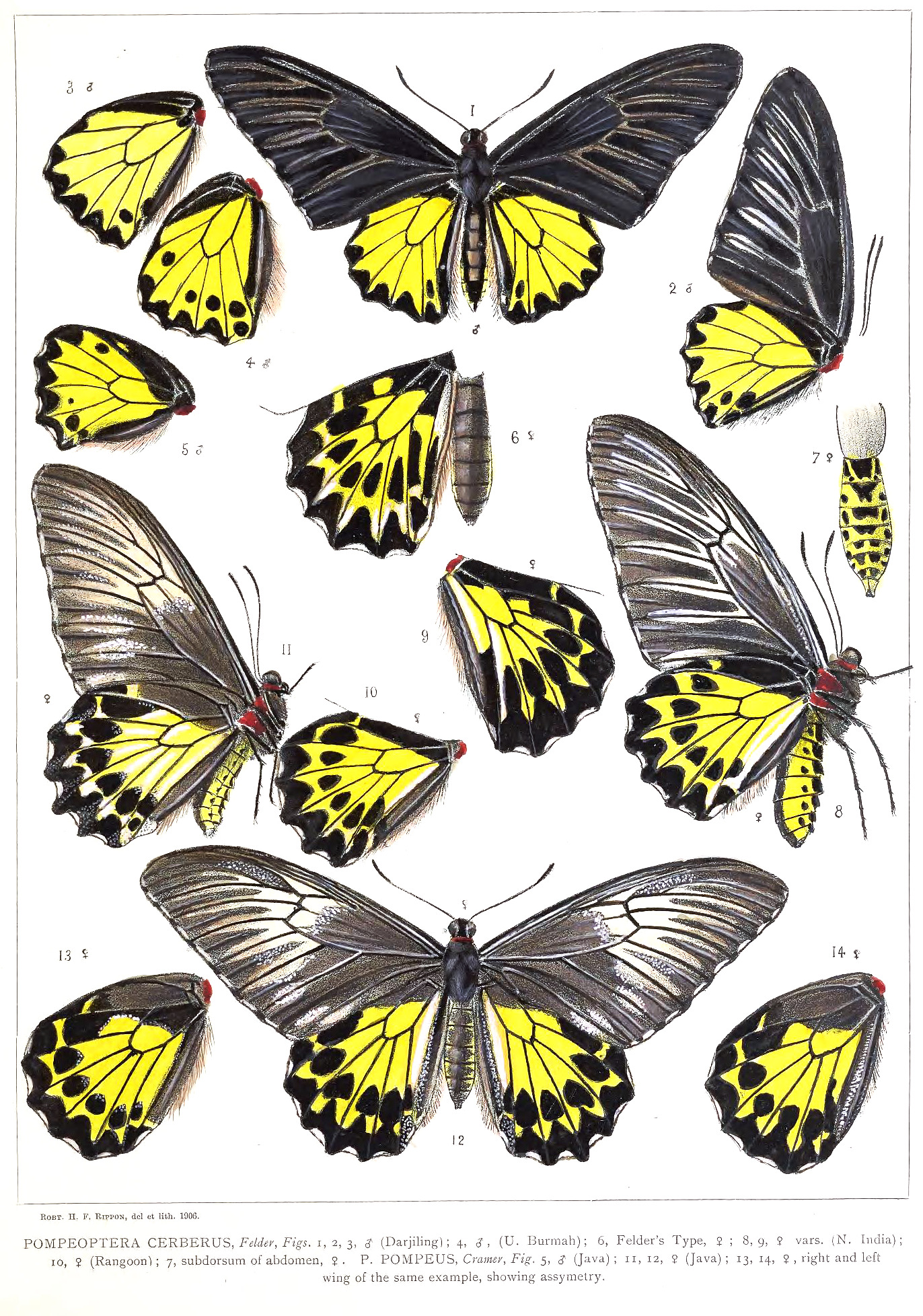
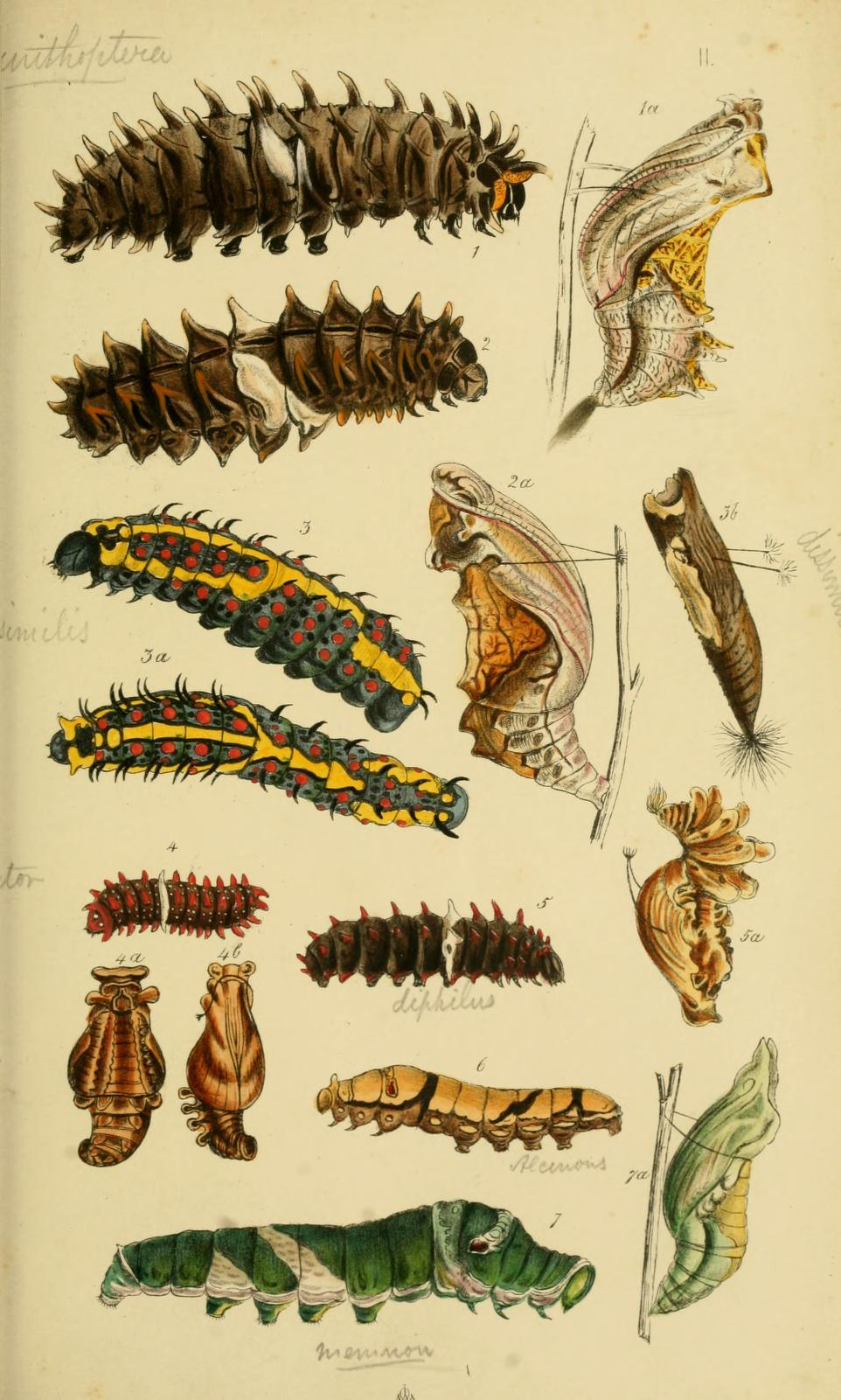
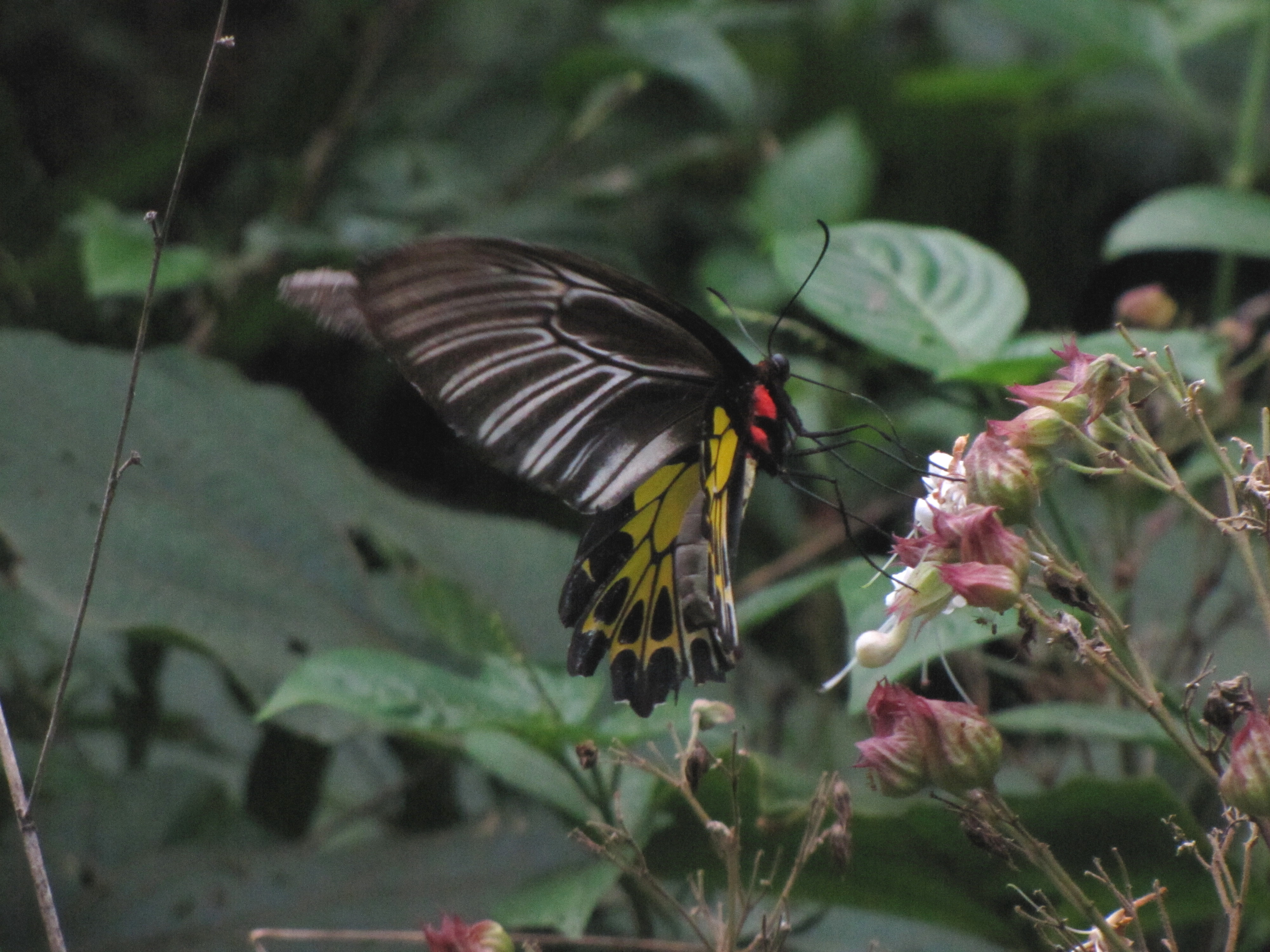
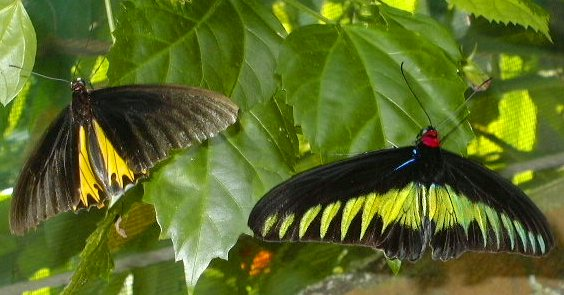
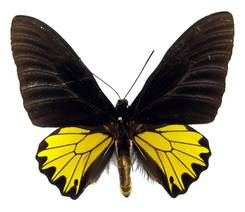

## Cước chú
1. ↑  "Appendices | CITES". cites.org. Truy cập ngày 14 tháng 1 năm 2022.
2. 1 2 3 4 5  Collins, N. M. & M. G. Morris. (1985) Threatened Swallowtail Butterflies of the World. IUCN. ISBN 2-88032-603-6
3. 1 2  Hong Kong Lepidopteris Society webpage on Common Birdwing. Truy cập 12 tháng 10 năm 2006.
4. ↑  "Tourism Authority of Thailand (reference to Troides Helena at Kaeng Bang Rachan, Thailand)". Bản gốc lưu trữ ngày 31 tháng 12 năm 2006. Truy cập ngày 30 tháng 3 năm 2011.
5. ↑  Cotton, Adam; Fric, Zdenek Faltynek; Smith, Colin; Smetacek, Peter (tháng 3 năm 2013). "Subspecies catalogue of the butterflies of India (Papilionidae): A Synopsis". Bionotes. 15 (1): 5–8.
6. ↑  "Troides helena – DANH LỤC ĐỎ VIỆT NAM". Truy cập ngày 11 tháng 7 năm 2025.